# HTMS Sri Ayudhya
HTMS Sri Ayudhya (тайск. เรือ หลวง ศรีอยุธยา) — корабль береговой обороны Королевского флота Таиланда. Находился на вооружении с 1938 по 1951 год, активно участвовал во франко-таиландской войне, когда однотипный с ним корабль HTMS Thonburi был сильно повреждён в бою у Ко-Чанга. Затем служил флагманом военно-морского флота, пока не был потоплен тайской авиацией во время Манхэттенского восстания 1 июля 1951 года.

## Строительство и служба
В 1930-х годах Королевский сиамский флот преследовал планы по модернизации и расширению своих ограниченных сил. Расширение ВМС было одобрено парламентом в 1935 году, и на закупку нового оборудования было выделено 18 миллионов батов. В декабре 1935 года военно-морской флот заключил контракт с японской судостроительной корпорацией Kawasaki в Кобе на строительство двух кораблей береговой обороны за 5,727 млн бат. «Шри Аютья» был доставлен 16 июня 1938 года и введен в эксплуатацию 19 июля; однотипный с ним «Тонбури» вступил в строй в октябре того же года.
Когда в конце 1940 года началась франко-тайская война, военно-морской флот включил «Шри Аютью» и «Тонбури» в состав Первой эскадры, которой было поручено патрулировать восточные воды для пресечения возможных французских атак. В ночь на 14 января группа во главе с «Тонбури» отплыла с военно-морской базы Саттахип, чтобы сопроводить «Шри Аютью» и конвой, который находился на острове Ко Чанг в провинции Трат. Они встретились на следующее утро, и группа «Шри Аютьи» вернулась в Саттахип. Два дня спустя, на рассвете 17 января, «Тонбури» и другие корабли в группе были задействованы в бою с военно-морскими силами Франции в битве при Ко Чанге. «Шри Аюдхья» был послан на помощь, но прибыл только днем, уже после завершения боя. Однако в некоторых французских отчетах ошибочно отмечалось, что «Шри Аютья» был поврежден торпедой во время битвы.

## Манхэттенское восстание
29 июня 1951 года во время попытки государственного переворота, известного как «Манхэттенское восстание», группа младших офицеров военно-морского флота захватила в заложники премьер-министра Плака Пибунсонгкрама (Пибуна) во время церемонии передачи судна на пирсе Ратчаворадит на реке Чаупхрая в Бангкоке. Пибун был доставлен мятежниками на борт «Шри Аютьи». Захваченный корабль начал спуск вниз по течению, в сторону военно-морского управления в Банг На. Тем не менее, заговорщики не смогли обеспечить открытие Мемориального моста, и корабль, таким образом, не смог продолжить движение . Вскоре начались боевые действия, и военно-морские подразделения, стоявшие на стороне повстанцев, были в значительной степени меньше противостоявших им частей армии, полиции и ВВС, которые остались лояльны правительству. Бои прекратились ночью, но на следующее утро возобновились с новой силой. «Шри Аютья» присоединился к битве, но его двигатели вскоре были выведены из строя, и корабль оказался в обездвиженном состоянии перед фортом Вичайпрасит. Он был обстрелян с восточного берега из орудий и минометов, а к полудню также был обстрелян учебными самолётами T-6. Начались сильные пожары, и был дан приказ покинуть корабль. Пибун вплавь добрался до берега вместе с моряками, при этом он не пострадал. Пожары продолжались всю ночь и на следующий день, когда прекратились боевые действия. Тяжело поврежденный «Шри Аютья» окончательно затонул в ночь на 1 июля.
Корпус «Шри Аютьи» был поднят в 1967 году для последующей утилизации, так как стал представлять опасность для навигации. Корабль был официально вычеркнут из военно-морского регистра 8 октября 1959 года в приказе министра 350/21315.